# Tanith Maxwell
Pour les articles homonymes, voir Maxwell.
Tanith Maxwell, née le 2 juin 1976 à Durban, est une athlète sud-africaine.

## Carrière
Elle est 12e du marathon des Jeux du Commonwealth de 2006, 10e du marathon des Jeux africains de 2007, 54e du marathon féminin aux championnats du monde d'athlétisme 2007, 45e du marathon féminin aux championnats du monde d'athlétisme 2009, 8e du marathon de Berlin 2010, 81e du marathon féminin aux Jeux olympiques d'été de 2012 et 42e du marathon féminin aux championnats du monde d'athlétisme 2013
Elle remporte le semi-marathon de Vienne en 2013.